# اتر شپلی
اتر شپلی (به انگلیسی: Ether Shepley) سناتور سابق عضو حزب دموکرات ایالات متحده آمریکا بود. وی در سال ۱۸۳۳ تا ۱۸۳۶ میلادی سناتور ایالت مین در سنای ایالات متحده آمریکا بود.